# Acreditar (álbum de Danielle Cristina)
Acreditar é um álbum de estúdio da cantora gospel Danielle Cristina lançado pela Central Gospel Music em dezembro de 2011
O disco foi produzido por Jairinho Manhães e possui 14 faixas, compostas por Moisés Cleyton, Davi Fernandes, Rodrigo Mozart, Luciana Leal, Gislaine e Mylena e Tony Ricardo. Além disso conta com a participação de Cassiane na faixa Porção dobrada e de Jairo Bonfim na faixa Meu bom pastor. 

## Faixas
1. Temporal de Deus (Tony Ricardo)
2. Deus Vai Te Surpreender (Moisés Cleyton)
3. Intimidade Acreditar (Luciana Leal)
4. Porção Dobrada (Part. Cassiane) (Tony Ricardo)
5. Coração Lutador (Tony Ricardo)
6. Indesistível (Gislaine & Mylena)
7. Eu Acredito (Tony Ricardo)
8. Rio da Vida (Junior Maciel & Josias Teixeira)
9. Avivamento Outra Vez (Davi Fernandes & Renato César)
10. Irrevogável (Tony Ricardo)
11. Meu Bom Pastor (Part. Jairo Bonfim) (Rodrigo Mozart)
12. Por quê? (Moisés Cleyton)
13. Voltará (Tony Ricardo)
14. Dia da Vitória (Tony Ricardo)